# E-Prix de Yakarta
El e-Prix de Yakarta es una carrera de automovilismo válida para el campeonato mundial de Fórmula E, que actualmente se disputa en el Circuito Internacional e-Prix de Yakarta, en Yakarta (Indonesia).

## Historia
Durante el año 2019, se anunció la creación del e-Prix de Yakarta, con el objetivo de que la categoría eléctrica, vuelva tras 4 años de ausencia al Sudeste Asiático, siendo el e-Prix de Putrajaya en Malasia, el único y primero que disputó en la región, sin embargo debido a la Pandemia de COVID-19, se decidió por cancelar la ronda para su temporada inaugural, se había anunciado un nuevo trazado que recorría alrededor del Monumento Nacional, lugar icónico de la ciudad que fue inicialmente aprobado por las autoridades locales, pero luego su aprobación se modificó luego, dejando la cita en el aire, de la que no se mencionó intención de realizarla durante la temporada 2020-21, por lo que se creyó que el proyecto sería finalmente abandonado, sin embargo para la temporada 2021-22, se anunció la creación del Circuito Internacional e-Prix de Yakarta (CIEY) en la zona costera de Ancol.

## Ganadores
| Edición | Piloto             | Equipo             | Circuito       | Resultados     |
| ------- | ------------------ | ------------------ | -------------- | -------------- |
| 2021-22 | Mitch Evans        | Jaguar             | CIEY           | Resultados     |
| 2022-23 | Pascal Wehrlein    | Porsche            | CIEY           | Resultados     |
| 2022-23 | Maximilian Günther | Maserati           | CIEY           | Resultados     |
| 2023-24 | No se disputó.     | No se disputó.     | No se disputó. | No se disputó. |
| 2024-25 | Dan Ticktum        | Cupra Kiro-Porsche | CIEY           | Resultados     |

## Estadísticas

### Pilotos con más victorias
| Victorias | Piloto             | Años |
| --------- | ------------------ | ---- |
| 1         | Mitch Evans        | 2022 |
| 1         | Pascal Wehrlein    | 2023 |
| 1         | Maximilian Günther | 2023 |
| 1         | Dan Ticktum        | 2025 |

### Equipos con más victorias
| Victorias | Equipo     | Años |
| --------- | ---------- | ---- |
| 1         | Jaguar     | 2022 |
| 1         | Porsche    | 2023 |
| 1         | Maserati   | 2023 |
| 1         | Cupra Kiro | 2025 |